# Ipa keyserlingi
Ipa keyserlingi is een spinnensoort in de taxonomische indeling van de hangmatspinnen (Linyphiidae).
Het dier behoort tot het geslacht Ipa. De wetenschappelijke naam van de soort werd voor het eerst geldig gepubliceerd in 1867 door Ausserer.